# Lotte Salling
Pour les articles homonymes, voir Salling.
Lotte Salling est une écrivaine danoise née le 9 février 1964 à Århus, au Danemark. Elle écrit des histoires versifiées et ludiques pour les jeunes enfants. Elle a également développé des méthodes d'apprentissage de la langue basées sur des exercices de gestes, de chants, de musique et de jeux. Sur ce sujet, elle donne des conférences et a déjà publié quelques ouvrages.

## Œuvres
- Trolderim
- Mit stamtræ
- Hvad brugte vi ilden til ?
- Gud, Thor og oldemor - og de andre oppe i himlen
- Peter Puslespil
- Sørøver Søren og andre alfabetrim
- Tyve Trætte Trolde
- En Hest i Rom
- Grummerim
- Slotsmusene
- Skøre Line
- Bager Basse og andre børnerim
- Fies Far
- 1. b
- 1. b i byen
- Vilfred og verdens værste vikinger
- Aktive eventyr